# André Onana
André Onana (Nkol Ngok, 2 de abril de 1996) é um futebolista camaronês que atua como goleiro. Atualmente joga pelo Manchester United e pela Seleção Camaronesa.

## Carreira

### Início
Nascido em Nkol Ngok, Onana ingressou nas categorias de base do Barcelona em 2010, depois de começar na "Samuel Eto'o Academy", fundação do ex-jogador do Barça.

### Ajax
Em janeiro de 2015, foi anunciado que o goleiro se juntaria ao Ajax a partir do mês de julho. No entanto, a transferência foi antecipada no final de janeiro. Onana realizou sua estreia pelo Jong Ajax em fevereiro, na Eerste Divisie.
O jogador estreou pela equipe principal do Ajax no dia 20 de agosto de 2016, em uma derrota por 2–1 contra o Willem II, válida pela Eredivisie.
Renovou com o clube holandês em maio de 2017, assinando um novo contrato com vigor até 2021.
Voltou a renovar seu contrato em março de 2019, dessa vez assinando até junho de 2022. Em maio, Onana deu uma declaração sobre ser um goleiro negro, dizendo que eles tinham que trabalhar mais duro do que seus colegas brancos devido a equívocos sobre eles cometerem erros. Já em novembro, chegou a declarar que um dia gostaria de jogar na Premier League.
Em fevereiro de 2021, foi suspenso por um ano pela UEFA após um teste positivo para furosemida, uma substância proibida. O Ajax disse que acidentalmente tomou o remédio de sua esposa e tendo ainda dito que eles apelariam sobre a decisão. Depois de apelar sobre a decisão, a pena acabou sendo reduzida para nove meses. No dia 28 de outubro, o goleiro retornou aos treinamentos do time principal. Realizou sua primeira partida após a suspensão no dia 24 de novembro, em um jogo contra o Beşiktaş, válido pela Liga dos Campeões da UEFA.

### Internazionale
Em 4 de janeiro de 2022, assinou com a Internazionale por cinco temporadas, mas só chegaria ao clube italiano em julho. O goleiro foi anunciado oficialmente pelos Nerazzurri no dia 1 de julho. Realizou sua estreia pela Inter no dia 12 de julho, em um amistoso vencido por 4–1 contra o Lugano.

### Manchester United
Após semanas de negociações, teve a sua contratação oficializada pelo Manchester United no dia 21 de abril de 2023. Onana assinou com os Diabos Vermelhos até junho de 2028, com opção de extensão por mais uma temporada. Em sua entrevista de apresentação, Onana causou fúria nos torcedores do Ajax por chamar a equipe de Amesterdã de "time pequeno", após se referir ao clube ter chegado na semifinal da Liga dos Campeões da UEFA na temporada 2018–19.
| “ | Não foi uma conquista fácil para um clube pequeno como o Ajax. Isso só acontece uma vez a cada 20, 25 anos. Não é como se todos tivessem a chance de jogar em um clube como o United. No que me diz respeito, se você joga pelo United, está jogando por um dos maiores clubes do mundo. | ” |

Na sequência da entrevista, o goleiro comentou sobre seu estilo de jogo:
| “ | Sinto-me muito confortável a jogar futebol. No entanto, é preciso escolher o momento certo: o mais importante é reconhecer o momento certo. Espero que muitas vezes tenhamos a bola. Às vezes tenho que ficar mais avançado em campo e às vezes mais recuado. Eu me considero um goleiro moderno. Eu me adapto bem a qualquer situação. | ” |

Onana conquistou seu primeiro título pelo clube no dia 25 de maio de 2024, com o Manchester United levantando o troféu da Copa da Inglaterra. Titular na final contra o rival Manchester City, o arqueiro realizou boas defesas e ajudou sua equipe a vencer por 2–1.

## Seleção Nacional

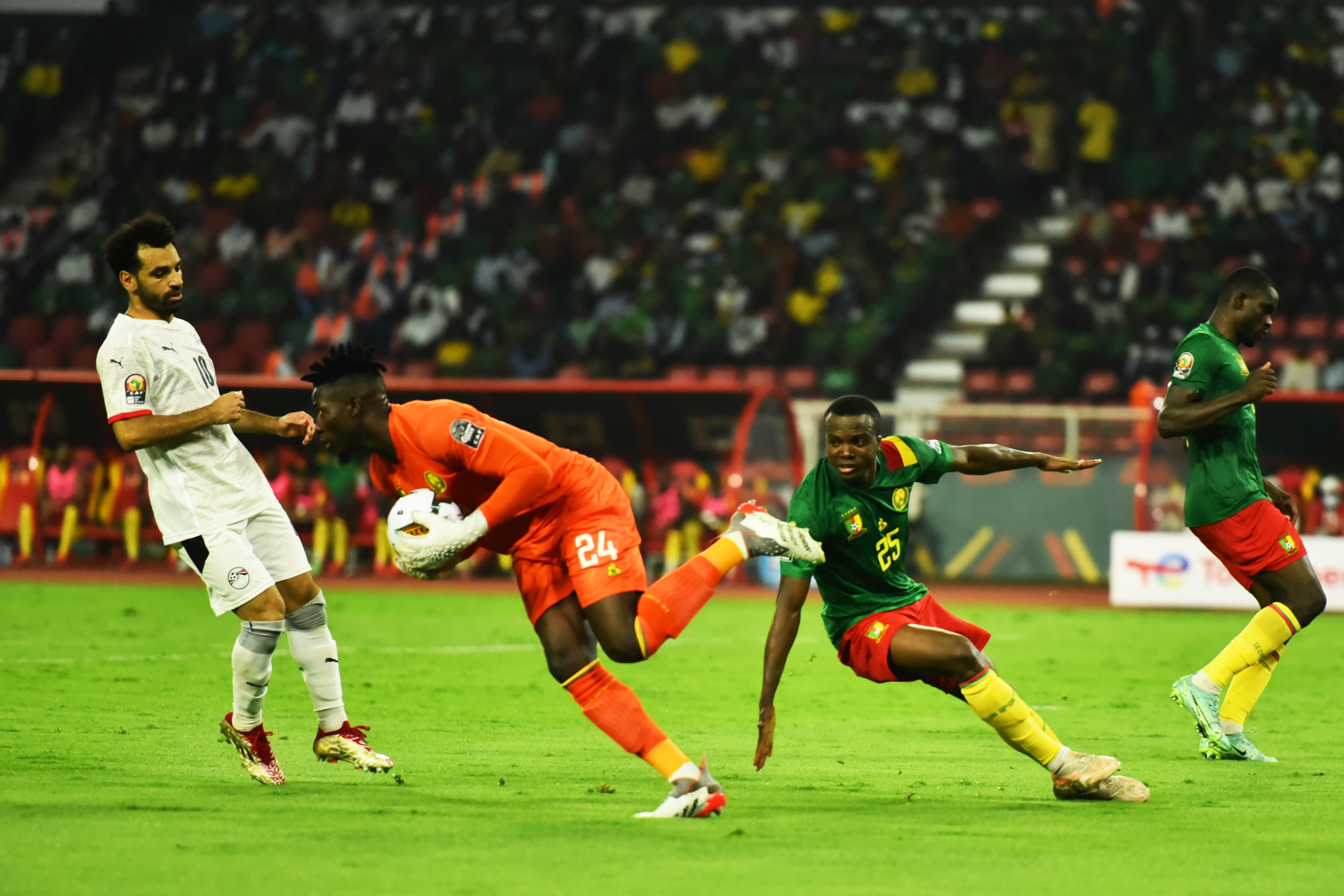
Onana, pela Seleção Senegalesa, sendo observado por Mohamed Salah

Pela Seleção Camaronesa principal, foi convocado para um amistoso contra a França em maio de 2016. O goleiro estreou no dia 6 de setembro, em uma vitória por 2–1 sobre o Gabão.
Na Copa do Mundo FIFA de 2022, Onana envolveu-se em uma briga com o treinador de Camarões, Rigobert Song, que teria problemas com seu estilo de goleiro devido ao fato do mesmo arriscar demais com os pés, provocando uma discussão aos gritos entre os dois. Logo após o incidente, Onana decidiu se aposentar da Seleção Camaronesa.
Em setembro de 2023, o goleiro aceitou voltar a defender a Seleção Camaronesa e foi convocado para as Eliminatórias da Copa Africana de Nações.

## Vida pessoal
Seu primo, Fabrice Ondoa, também atua como goleiro.

## Estatísticas
Atualizadas até 13 de fevereiro de 2023

### Clubes
| Equipe            | Temporada         | Campeonato nacional | Campeonato nacional | Copas nacionais | Copas nacionais | Competições continentais | Competições continentais | Total | Total |
| Equipe            | Temporada         | Jogos               | Gols                | Jogos           | Gols            | Jogos                    | Gols                     | Jogos | Gols  |
| ----------------- | ----------------- | ------------------- | ------------------- | --------------- | --------------- | ------------------------ | ------------------------ | ----- | ----- |
| Ajax II           | 2014–15           | 13                  | 0                   | –               | –               | –                        | –                        | 13    | 0     |
| Ajax II           | 2015–16           | 24                  | 0                   | –               | –               | –                        | –                        | 24    | 0     |
| Ajax II           | 2016–17           | 2                   | 0                   | –               | –               | –                        | –                        | 2     | 0     |
| Ajax II           | Total             | 39                  | 0                   | –               | –               | –                        | –                        | 39    | 0     |
| Ajax              | 2016–17           | 32                  | 0                   | 0               | 0               | 14                       | 0                        | 46    | 0     |
| Ajax              | 2017–18           | 33                  | 0                   | 1               | 0               | 4                        | 0                        | 38    | 0     |
| Ajax              | 2018–19           | 33                  | 0                   | 4               | 0               | 18                       | 0                        | 55    | 0     |
| Ajax              | 2019–20           | 24                  | 0                   | 4               | 0               | 11                       | 0                        | 39    | 0     |
| Ajax              | 2020–21           | 20                  | 0                   | 0               | 0               | 6                        | 0                        | 26    | 0     |
| Ajax              | 2021–22           | 6                   | 0                   | 2               | 0               | 2                        | 0                        | 10    | 0     |
| Ajax              | Total             | 148                 | 0                   | 11              | 0               | 55                       | 0                        | 214   | 0     |
| Internazionale    | 2022–23           | 14                  | 0                   | 3               | 0               | 6                        | 0                        | 23    | 0     |
| Internazionale    | Total             | 14                  | 0                   | 3               | 0               | 6                        | 0                        | 23    | 0     |
| Total na carreira | Total na carreira | 201                 | 0                   | 14              | 0               | 61                       | 0                        | 276   | 0     |

### Seleção Camaronesa
Expanda a caixa de informações para conferir todos os jogos deste jogador, pela sua seleção nacional.
Seleção Principal
|    | Data                  | Local                          | Resultado | Adversário | Gol(s) | Competição |
| -- | --------------------- | ------------------------------ | --------- | ---------- | ------ | ---------- |
| 1. | 6 de setembro de 2016 | Limbe Omnisport Stadium, Limbe | 2–1       | Gabão      | 0      | Amistoso   |

## Títulos
Ajax[carece de fontes?]
- Eredivisie: 2018–19, 2020–21 e 2021–22
- Copa dos Países Baixos: 2018–19 e 2020–21
- Supercopa dos Países Baixos: 2019

Internazionale[carece de fontes?]
- Supercopa da Itália: 2022
- Copa da Itália: 2022–23

Manchester United[carece de fontes?]
- Copa da Inglaterra: 2023–24

### Prêmios individuais
- Futebolista Camaronês do Ano: 2018[30]
- Melhor goleiro africano: 2018[30]
- Troféu Yashin: 7a colocação em 2019[31]
- Seleção da Eredivisie: 2018–19[32]
- Time do ano da CAF: 2019[33] e 2020[34]
- Time do ano da CAF pela IFFHS: 2020[carece de fontes?]
- Defesa do mês da Premier League: abril de 2024[carece de fontes?]